# Pisada

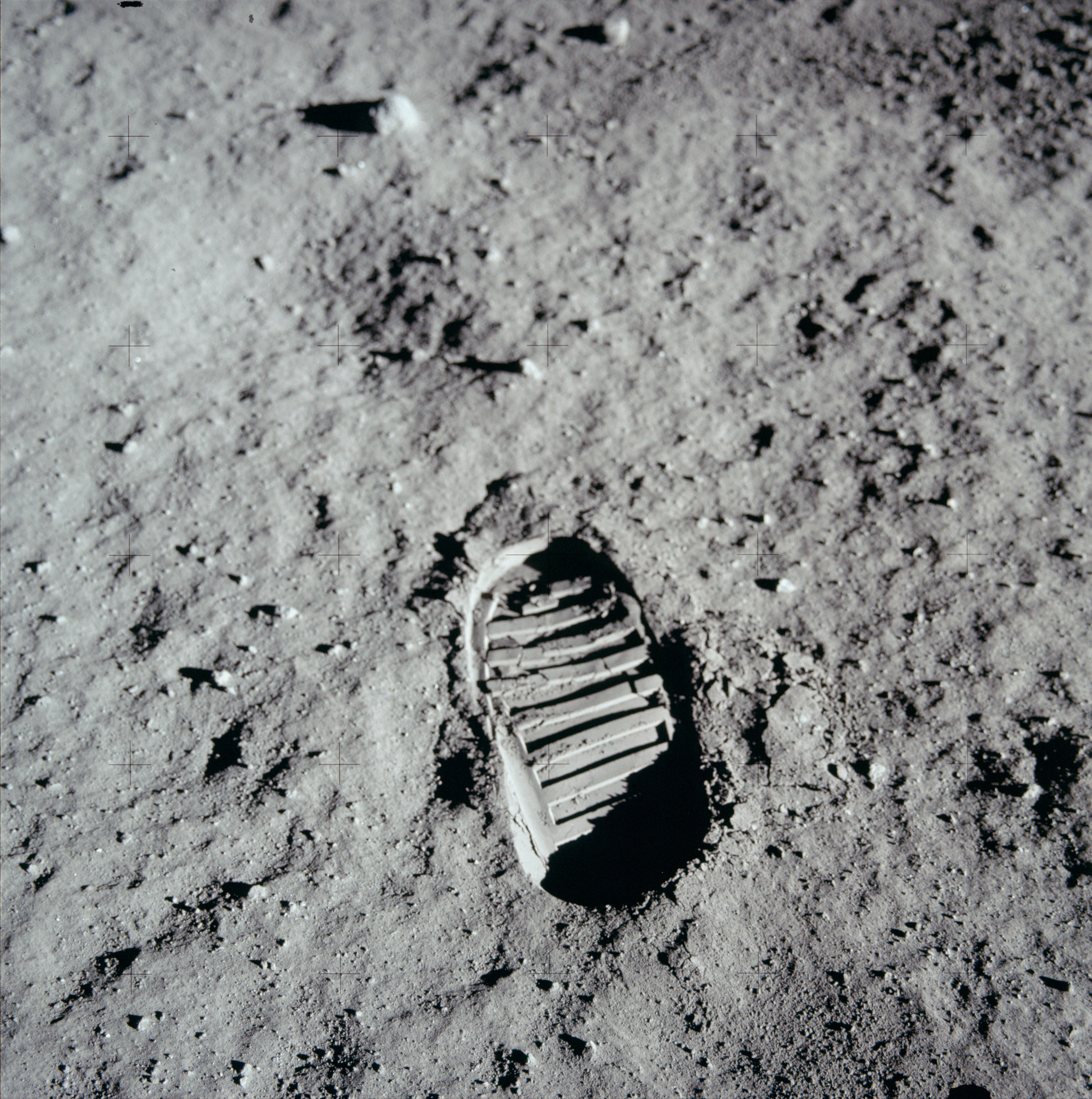
Una pisada humana sobre la Luna.

Las pisadas son las impresiones o imágenes que deja detrás una persona que camina o corre. Huella de zapato es el término específico para las pisadas cuando se llevan puestos zapatos. Pueden ser hendiduras en el terreno o algo situado sobre su superficie que antes estuvo adherido a la planta del pie o a la suela del zapato. En el caso de los animales, se habla con mayor propiedad de huellas animales, entre ellas huellas de pezuña, huellas de pata y huellas de zarpa dependiendo del tipo de estructura anatómica involucrada en las mismas. Un «conjunto de huellas» es una serie de pisadas en terreno blando dejadas por una forma de vida.

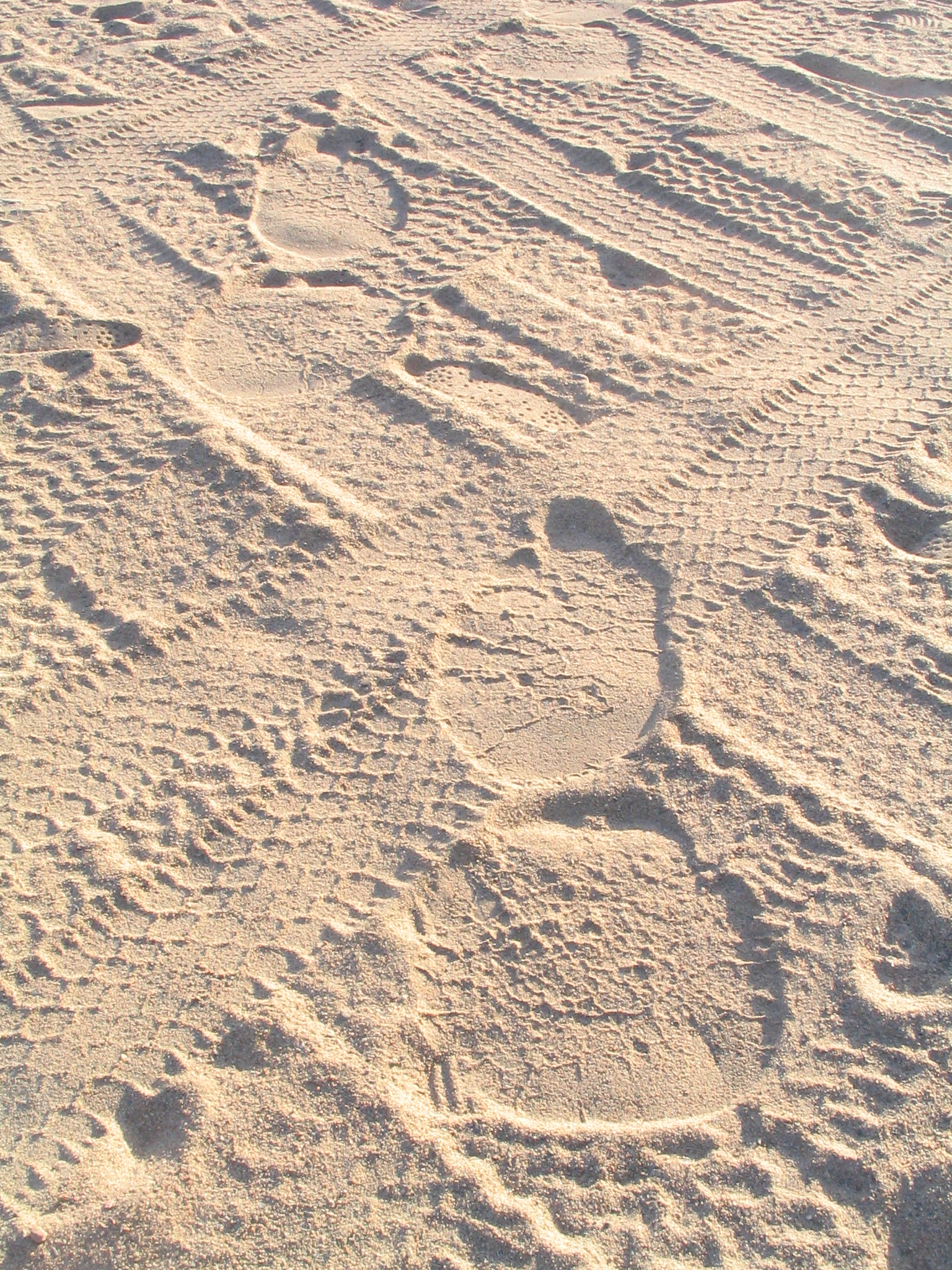
Huellas de elefante y de neumáticos.

Las pisadas pueden rastrearse en el seguimiento durante una cacería y también pueden probar la evidencia de actividades.

## Pisadas en el trabajo detectivesco
Las huellas dejadas en la escena de un crimen pueden proporcionar pruebas decisivas sobre la autoría de un crimen. Un zapato produce diferentes huellas en función del diseño de la suela y del uso que haya tenido —esto puede ayudar a identificar a un sospechoso—. Pueden tomarse fotografías o moldes de pisadas para preservar el hallazgo. El análisis de las pisadas y de las huellas de zapato es una especialidad de las ciencias forenses.
Algunos de los trabajos detectivescos son relativamente inmediatos, como es el caso de seguir la pista de criminales a través de las pisadas que dejaron en la nieve desde la escena del crimen hasta su hogar en un lugar escondido. Este tipo de investigaciones se anuncia normalmente como un relato cómico en determinadas publicaciones de prensa.
Las pisadas pueden también permitir al detective deducir la altura aproximada por el tamaño del zapato. El zapato tiende a medir aproximadamente el 15 % de la estatura de la persona.[cita requerida]

## Otros hallazgos de pisadas
- Oasis de Siwa – Pisada más antigua descubierta del mundo, con una antigüedad de alrededor de 3 millones de años.[4]
- Laetoli – Pisadas humanas de la era pliocénica (3,7 Ma) conservadas en ceniza volcánica.[5]
- Acahualinca – Pisadas humanas de 6000 años de antigüedad fosilizadas en ceniza volcánica y lodo en Nicaragua.
- Uskmouth – Pisadas humanas datadas por radiocarbono en el 4200 a. C., conservadas en arcilla.[6]
- Pilauco Bajo – Pisada humana más antigua encontrada en América.[7]

## Huellas de animales
Las huellas de animales permiten reconocer al animal lo que se considera capital en la caza. La diferenciación de una y otra no se considera difícil a excepción de algunas con escasa diferencia de aspecto como la del venado y del pecarí o de otras que pueden ser confundidas por la edad de los causantes: por ejemplo, la de un cachorro de tigre y la de una onza o yaguatirica puede ser perfectamente iguales. 
El escollo grande en el estudio de una huella está en averiguar si es fresca o no, es decir, si remonta a menos de dos horas. Más allá de este plazo se considera vieja por la razón de que el olor del animal se ha desvanecido ya y los perros no pueden por tanto seguir el rastro. Las condiciones de la atmósfera influyen también poderosamente. Por ejemplo, en un día seco, apenas si persistirá dos horas el tufo del animal y en mañanas húmedas en cambio puede ser perceptible para los perros hasta cuatro horas después. 
La ciencia de la huella o rastro estriba en casi dos únicos factores: 
- La diferenciación de una huella de otra, apenas sensibles en la hojarasca del monte.
- El arte de reconocer la frescura de la propia huella.

Los venados, jabalíes y tapires son grandes amigos de embarrarse y embarrar su charco o arroyo. Si al llegar, el agua está clara, la huella es anterior a algunas horas y por lo tanto, vieja. Si el agua está turbia aún, la huella es reciente. En tierra arenosa resulta más difícil porque el agua se aclara mucho antes. Dentro del monte o en el campo, la señal de una huella es ya más difícil de apreciar.

## Pisadas antiguas

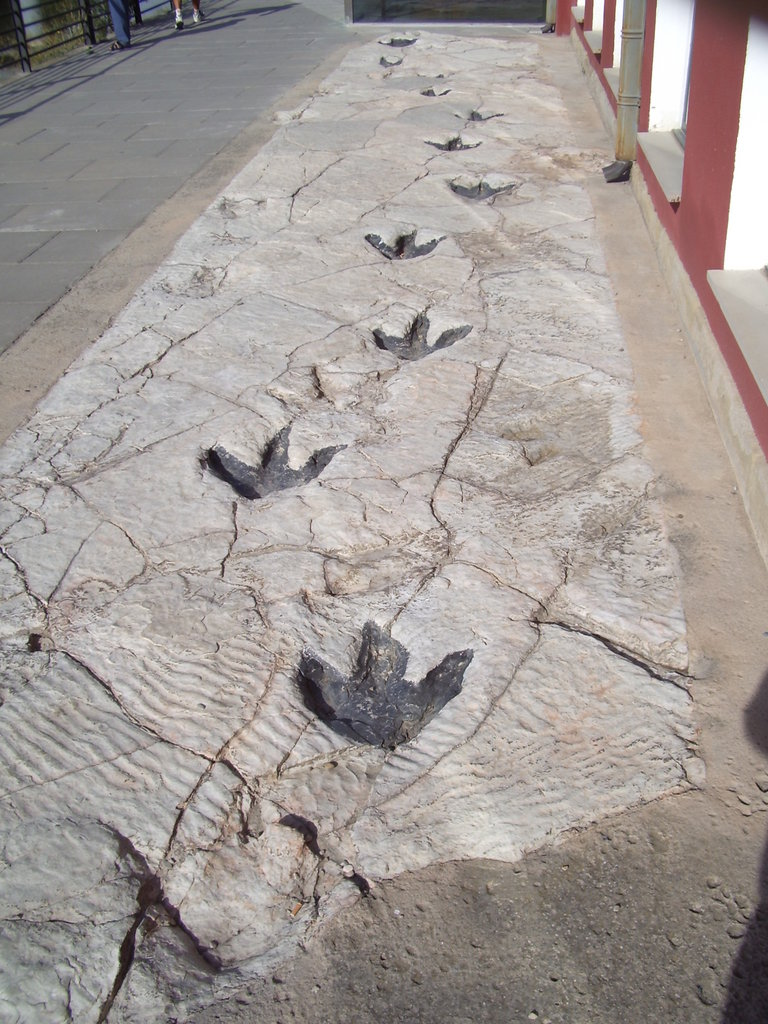
Una reproducción de las huellas de un dinosaurio.

Las pisadas se han preservado como fósiles y proporcionan pruebas sobre la vida prehistórica. Conocidas como «icnitas», estos icnofósiles pueden proporcionar pistas sobre el comportamiento de especies específicas de dinosaurios. El estudio de tales fósiles se conoce como icnología, y las especies conocidas únicamente por tal evidencia se denominan icnoespecies. Grallator es un ejemplo de género que ha dejado icnitas como únicos fósiles.
El hallazgo de pisadas en los lechos de caliza del Río Paluxy cerca de la Formación Glen Rose en Texas muestra lo que algunos han interpretado como pisadas humanas al lado de las de dinosaurios. Esto suscitó la controversia de las huellas humanas, aprovechada —principalmente en Estados Unidos— por algunos creacionistas para tratar de demostrar que los humanos y los dinosaurios coexistieron.

## Pisadas en la mitología y la leyenda

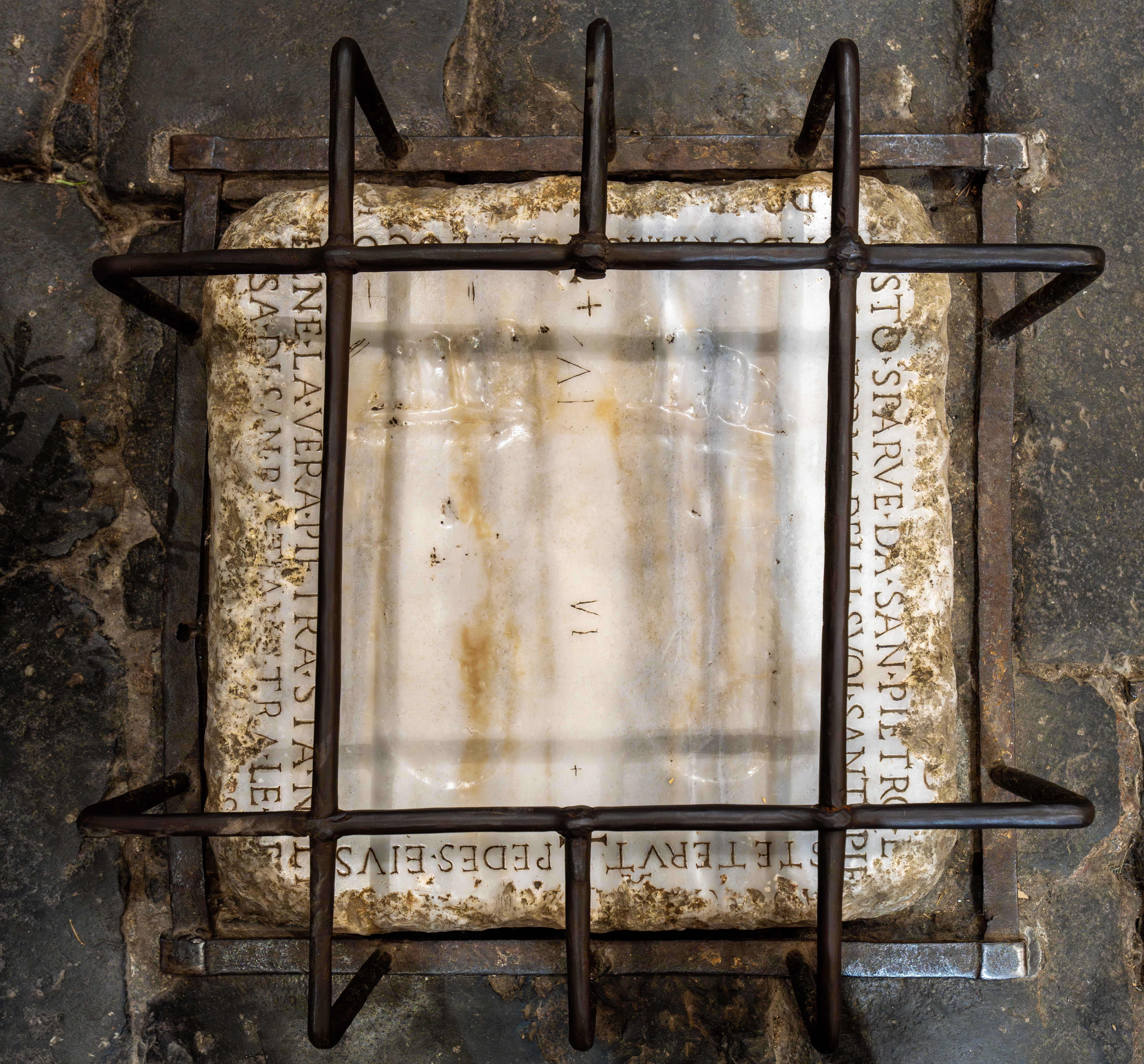
Una leyenda dice que estas impresiones, guardadas en la Iglesia de Domine Quo Vadis, son las pisadas de Jesús de Nazaret.

La apariencia de las pisadas, o las marcas interpretadas como pisadas, han conducido a numerosos mitos y leyendas. Algunos lugares usan tales huellas como atracciones turísticas.
Ejemplos de pisadas en el mito y la leyenda son:
- Pisada de Buda – una representación anicónica y simbólica de Buda.[11]
- Las Pisadas del Diablo – una serie inexplicada de huellas de aspecto de pezuña que aparecieron en Devon (Inglaterra) el 8 de febrero de 1855 tras una ligera nevada durante la noche.[12] Ha Habido muchos otros casos similares posteriormente, pero este es el más famoso y el más grande documentado.
- Becerro de oro – en el Islam, se arrojó el polvo de las huellas de las pezuñas de Haizum, el caballo alado del arcángel Gabriel, dentro de la boca del Becerro de oro para darle vida.[13]
- Pisada de Moso – se construyó un recinto de piedra de 1m por 3m en Samoa cuando el gigante Moso pasó sobre Samoa desde Fiyi, y la otra pisada puede encontrarse en Viti Levu, la mayor isla de Fiyi.
- Se dice que las pisadas de Pie Grande, un animal criptozoológico, prueban su existencia.
- En el Pico de Adán (Sri Pada), una montaña en Sri Lanka, existe una gran impresión en la roca con forma de pisada cerca de la cima que seguidores religiosos dicen ser del Buda Shivá o de Adán.
- La supuesta huella del pie derecho de Jesús de Nazaret se conserva en la mezquita de la Ascensión en Jerusalén.
- Una serie de pisadas de Jesús, según la leyenda, se conservan en la Iglesia de Domine Quo Vadis a las afueras de Roma.
- Una marca en la piedra del pavimento de la Frauenkirche (Dresde) se conoce como Teufelstritt («Pisada del Diablo»).

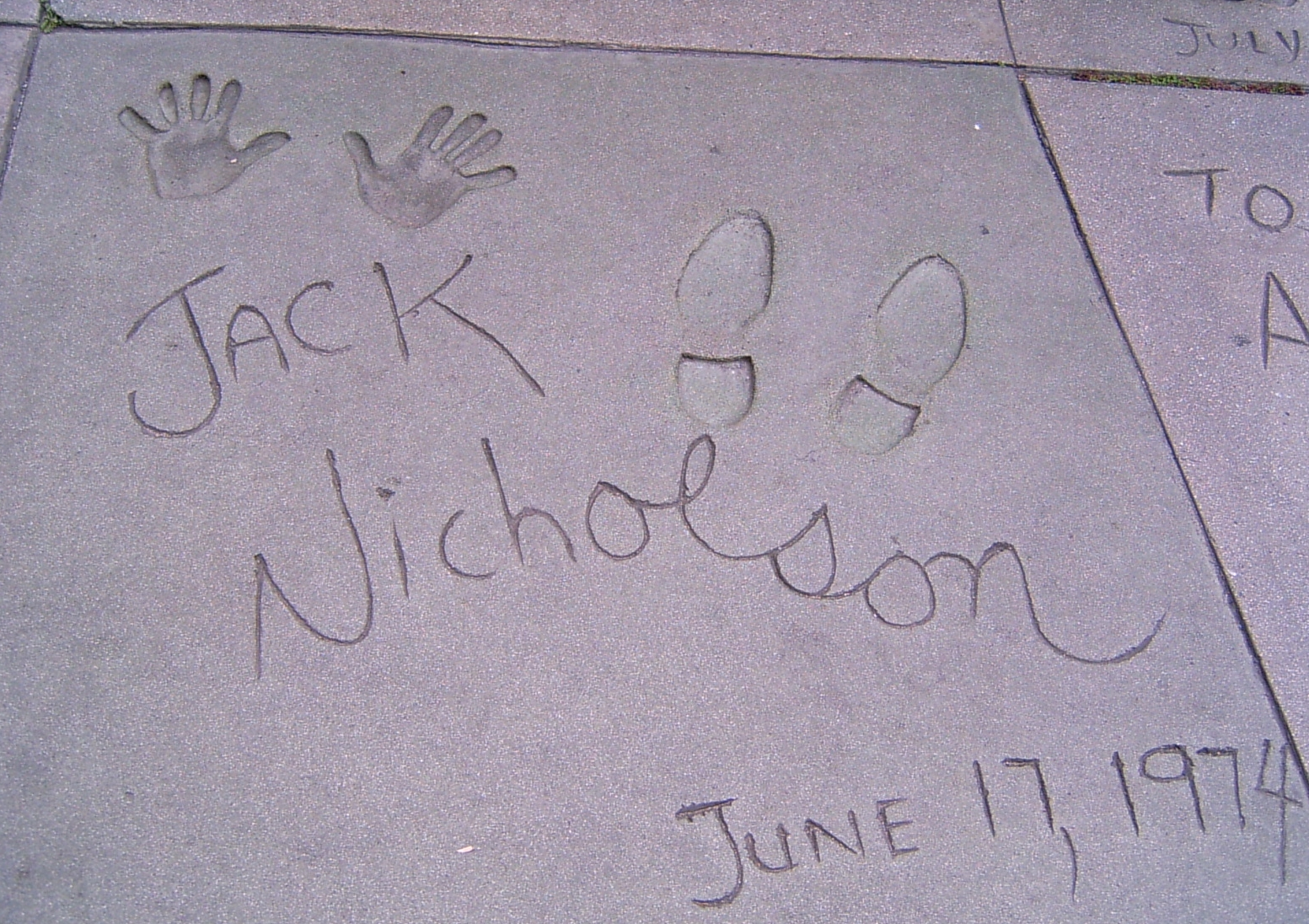
Pisadas y huellas manuales de Jack Nicholson junto al Teatro Chino de Grauman.

## Pisadas en la cultura popular
La imaginería de las pisadas ha sido usada en muchas áreas de la cultura popular. Se han escrito varios poemas y canciones sobre ellas, siendo el poema Footprints uno de los más conocidos en lengua inglesa.
Las pisadas o impresiones de los pies de un niño en ocasiones se guardan como recuerdo por los padres. Normalmente utilizan para ello pintura. Impresiones de los pies de celebridades, normalmente en hormigón, se guardan a veces en una colección, tal como la que hay junto al Teatro Chino de Grauman.

## Galería

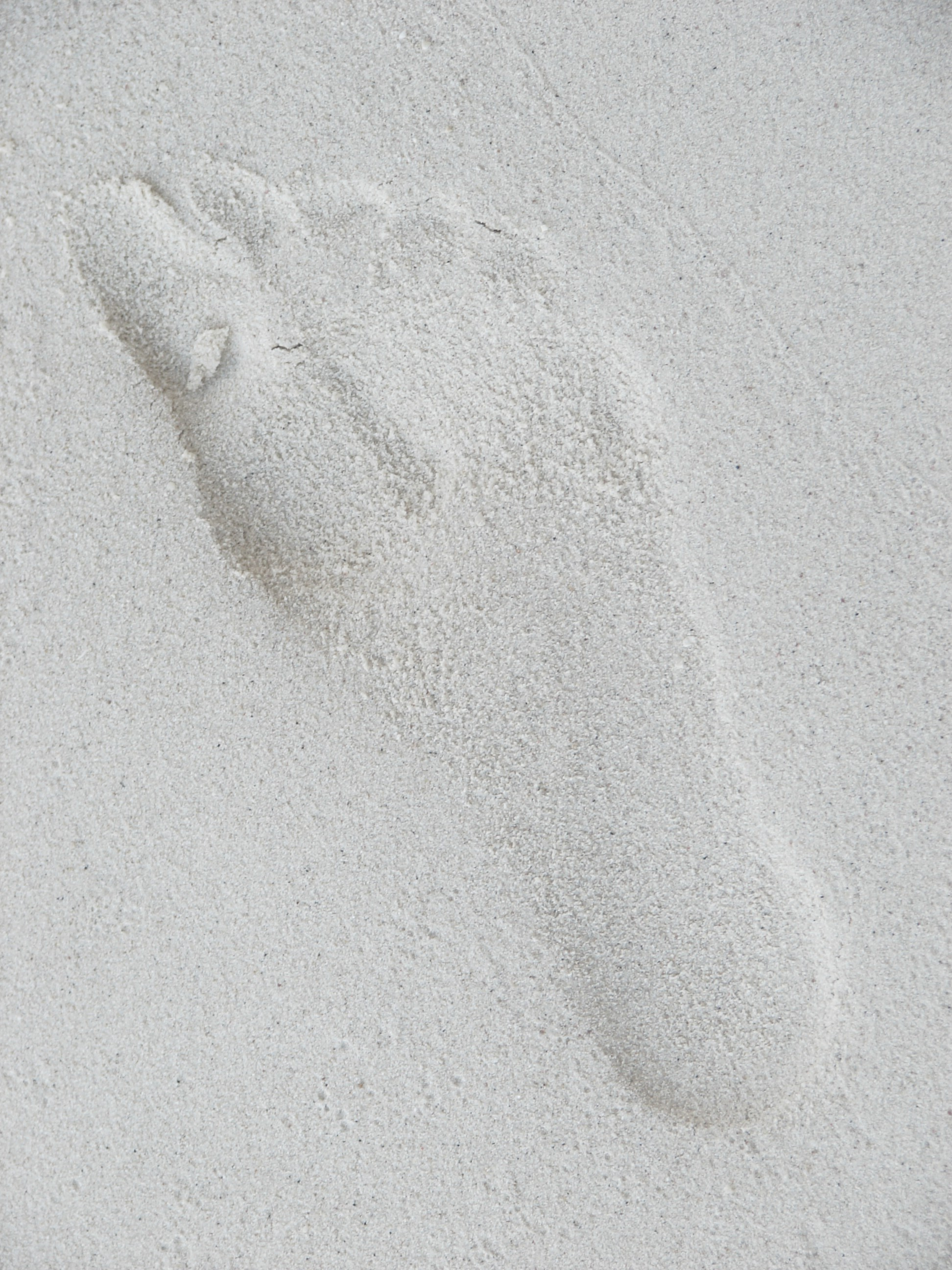
Huella de un pie humano
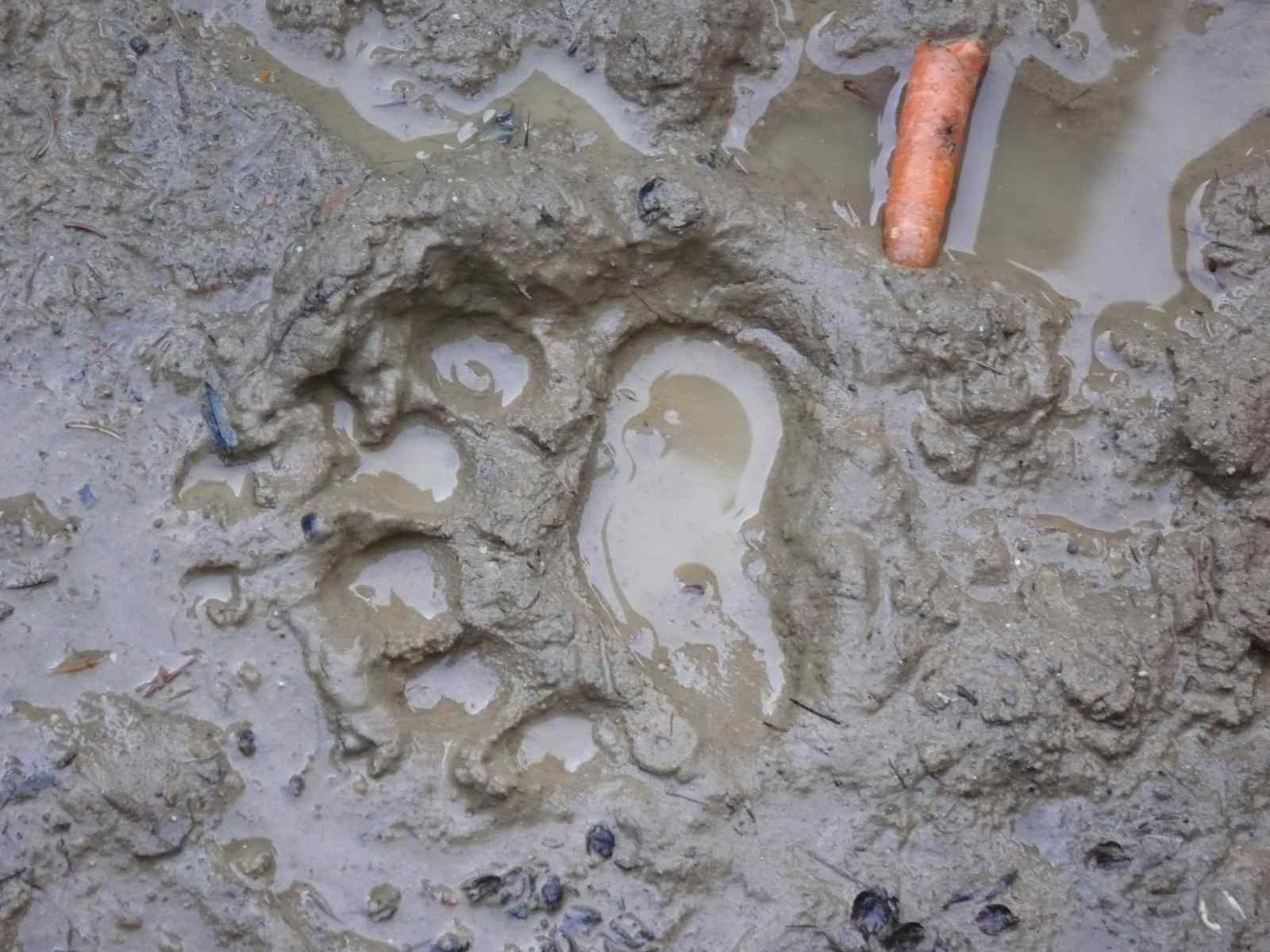
Huella de oso pardo
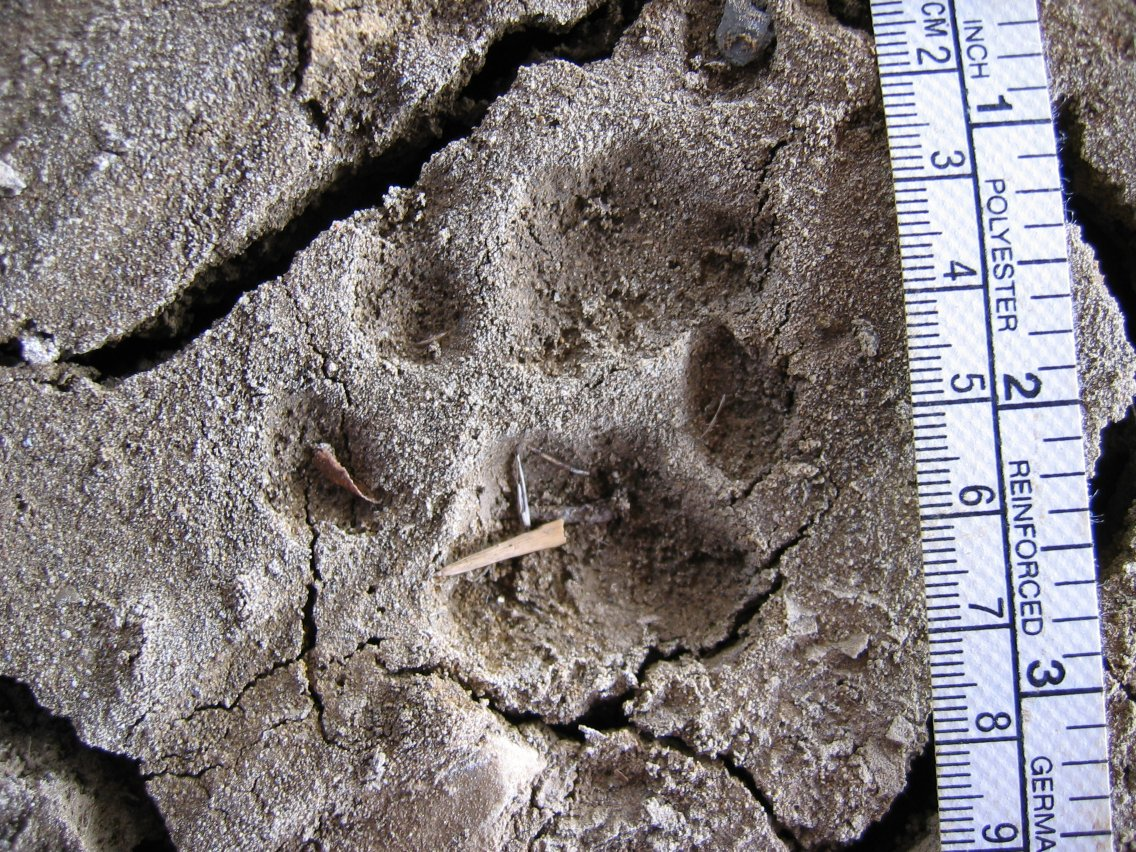
Huella de lince
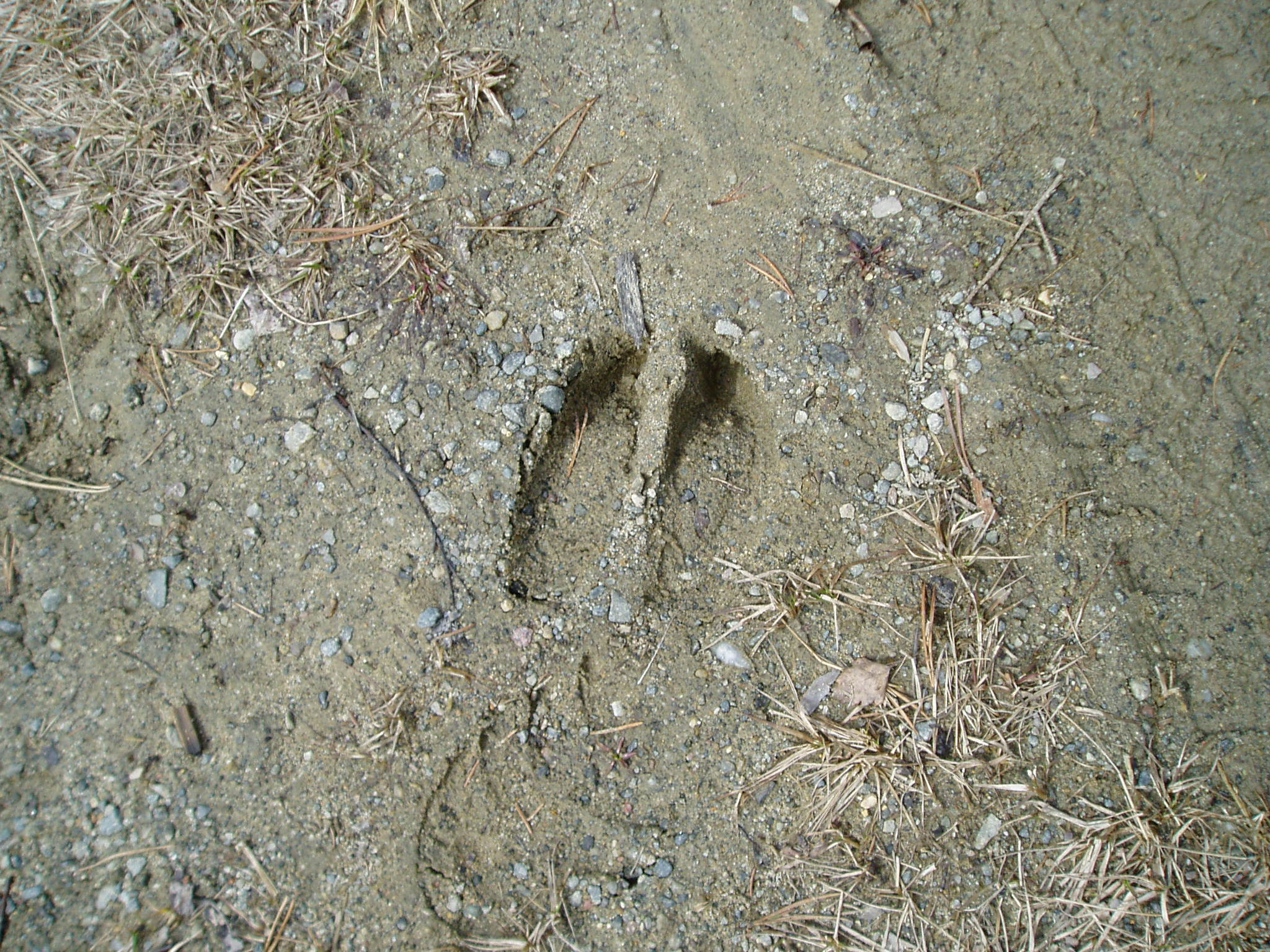
Huella de alce
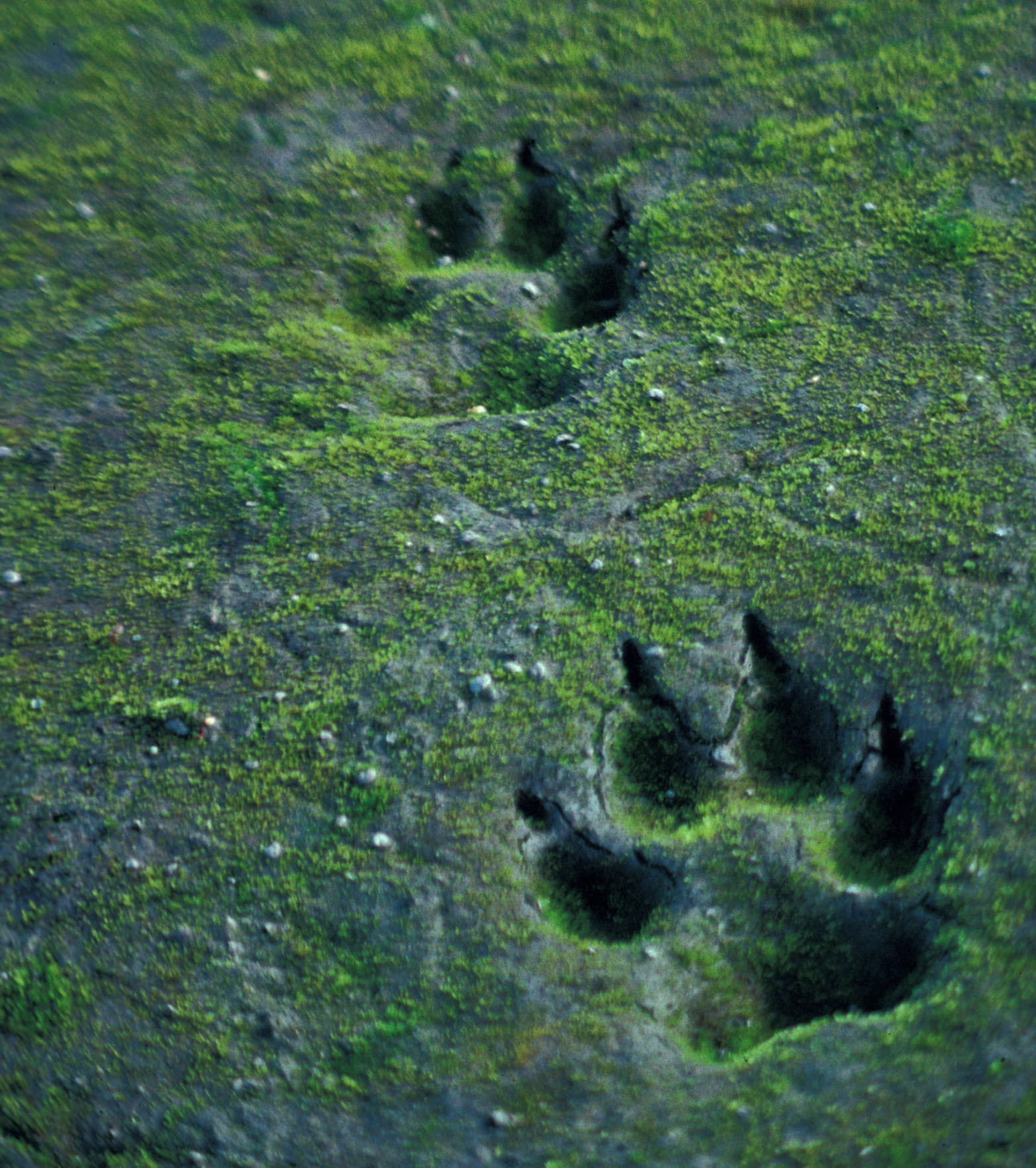
Huellas de lobo
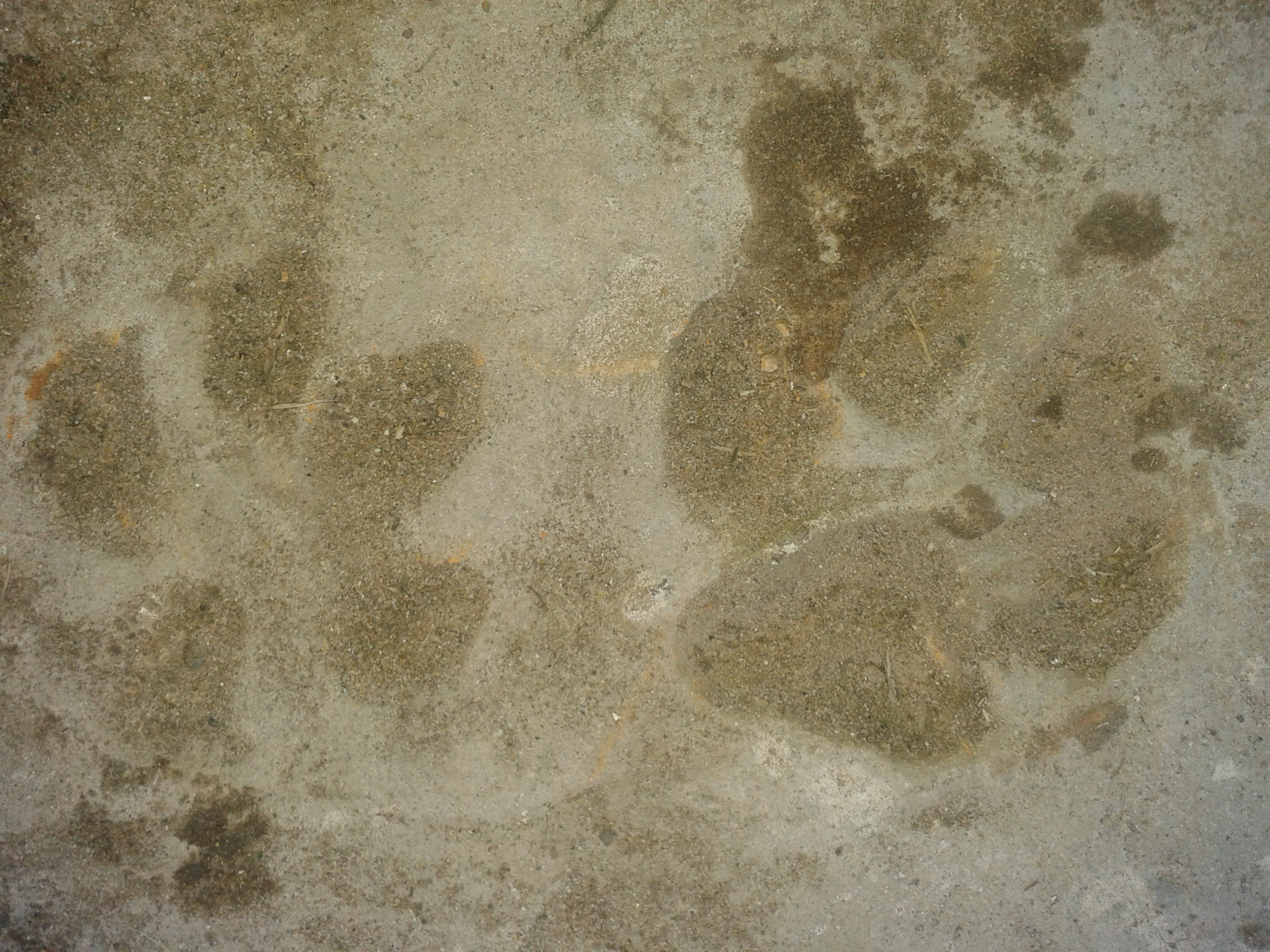
huellas en piso de un perro
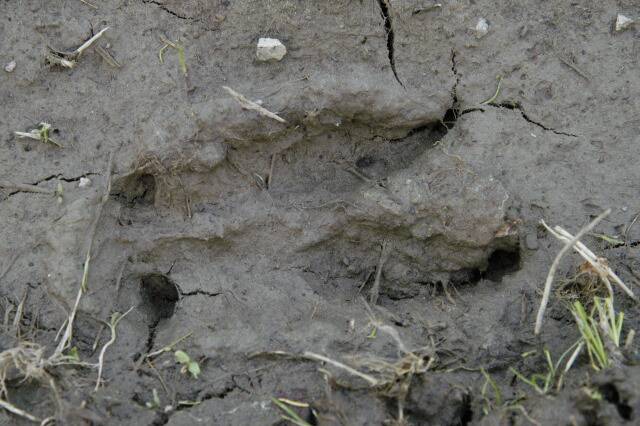
Huella de ciervo
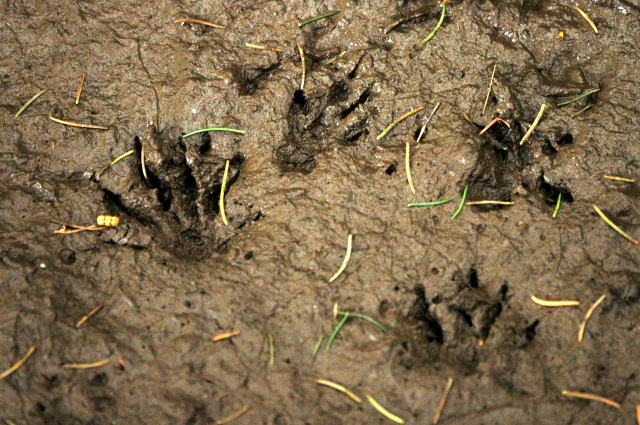
Huellas de erizo
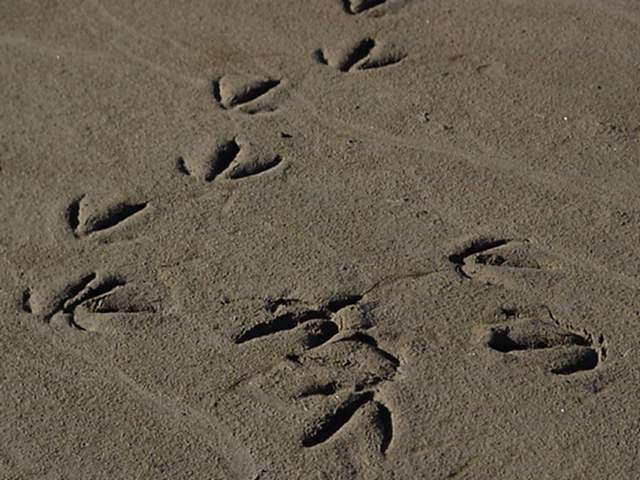
Huellas de ganso